# Ударник (станция)
Уда́рник — железнодорожная станция на линии Елец — Валуйки Белгородского региона Юго-Восточной железной дороги.
Располагается в 10 км южнее села Тербуны Тербунского района Липецкой области.

## История
Решение о строительстве станции было принято весной 1896 года, уже во время строительства железнодорожной ветки Елец — Касторное. Станция планировалась как промежуточная между железнодорожными станциями Тербуны (10 км) и Набережное (16 км). Её строительство способствовало развитию транспортной сети уезда и облегчало отправку хлеба из окрестных сёл в города.
Рядом со станцией построены погрузочно-разгрузочная площадка и помещения для работников станции. Вскоре, рядом со станцией выросла деревня Становляновка, в которой проживали около 100 человек.

## Современность
С развитием автомобильного транспорта станция стала терять своё значение.
В настоящее время станция не используется.